# یواس‌اس چاترر (ای‌ام‌اس-۴۰)
یواس‌اس چاترر (ای‌ام‌اس-۴۰) (به انگلیسی: USS Chatterer (AMS-40)) یک کشتی بود که طول آن ۱۳۶ فوت (۴۱ متر) بود. این کشتی در سال ۱۹۴۴ ساخته شد.